# Volby 2013
V roce 2013 se konaly tyto volby:

## Volební kalendář
| Leden            |                   |                          | | |                                                                            |
| Datum            | Země              | Volby                    | Výsledky                                                                                                | Poznámky                                                                                             | Zdroje                                                                     |
| 11. – 12. ledna  | Česko             | prezidentské             | Miloš Zeman 24,2 %; Karel Schwarzenberg 23,4 %; Jan Fischer 16,4 %                                      | 1. kolo, první přímá volba                                                                           | Český statistický úřad                                                     |
| 20. ledna        | Rakousko          | referendum               | ne 59,8 %; ano 40,2 % (vzhledem k účasti nezávazné)                                                     | zrušení povinné vojenské služby                                                                      | Bundesministerium für Inneres Archivováno 6. 9. 2013 na Wayback Machine.   |
| 20. ledna        | Dolní Sasko       | parlamentní              | CDU 36,0 % (54); SPD 32,6 % (49); Grüne 13,7 % (20)                                                     | Zemský sněm Dolního Saska má 152 křesel                                                              | Landeswahlleiterin Niedersachsen                                           |
| 22. ledna        | Izrael            | parlamentní              | Likud Jisra'el bejtenu 23,3 % (31); Ješ atid 14,2 % (19); Strana práce 11,5 % (15)                      | Kneset má 120 křesel                                                                                 | Government of Israel                                                       |
| 23. ledna        | Jordánsko         | parlamentní              | Nezávislí (123); MCP (3); Silnější Jordánsko (2)                                                        | Sněmovna reprezentantů má 150 křesel                                                                 | Inter-Parliamentary Union                                                  |
| 25. – 26. ledna  | Česko             | prezidentské             | Miloš Zeman 54,8 %; Karel Schwarzenberg 45,2 %                                                          | 2. kolo, první přímá volba                                                                           | Český statistický úřad                                                     |
| 27. ledna        | Bulharsko         | referendum               | ano 60,6 %; ne 38,0 %                                                                                   | stavba nové jaderné elektrárny                                                                       | Централна избирателна комисия                                              |
| Únor             |                   |                          | | |                                                                            |
| Datum            | Země              | Volby                    | Výsledky                                                                                                | Poznámky                                                                                             | Zdroje                                                                     |
| 1. a 3. února    | Lichtenštejnsko   | parlamentní              | FBP 40,0 % (10); VU 33,5 % (8); DU 15,3 % (4)                                                           | Zemský sněm Lichtenštejnska má 25 křesel                                                             | Information und Kommunikation der Regierung                                |
| 3. února         | Kuba              | parlamentní              | PCC 94,2 % (612)                                                                                        | Národní shromáždění lidové moci má 614 křesel                                                        | Diario Granma Archivováno 26. 8. 2014 na Wayback Machine.                  |
| 10. února        | Monako            | parlamentní              | Obzor Monaka 50,3 % (20); Monacká unie 39,0 % (3); Obnova 10,7 % (1)                                    | Národní rada má 24 křesel                                                                            | Mairie de Monaco                                                           |
| 15. února        | Trinidad a Tobago | prezidentské             | Anthony Carmona 100,0 %                                                                                 | nepřímé                                                                                              | Trinidad Express Newspapers[nedostupný zdroj]                              |
| 17. února        | Kypr              | prezidentské             | Nikos Anastasiadis 45,5 %; Stavros Malas 26,9 %; Giorgos Lillikas 24,9 %                                | 1. kolo                                                                                              | Ministry of the Interior                                                   |
| 17. února        | Ekvádor           | parlamentní              | Aliance PAIS 52,1 % (91); CREO 11,7 % (12); PSC 8,5 % (6)                                               | Národní shromáždění má 124 křesel                                                                    | CNE Ecuador                                                                |
| 17. února        | Ekvádor           | prezidentské             | Rafael Correa 57,0; Guillermo Lasso 22,7 %; Lucio Gutiérrez 6,8 %                                       | | CNE Ecuador                                                                |
| 18. února        | Arménie           | prezidentské             | Serž Sarkisjan 58,6 %; Raffi Hovanesjan 36,8 %; Hrant Bagratjan 2,2 %                                   | | Central Electoral Commission                                               |
| 19. února        | Grenada           | parlamentní              | NNP 58,8 % (15); NDC 40,7 % (0); NUF 0,3 % (0)                                                          | Sněmovna reprezentantů má 15 křesel                                                                  | Grenada Broadcast                                                          |
| 21. února        | Barbados          | parlamentní              | DLP 51,3 % (16); BLP 48,3 % (14); BFP 0,1 % (0)                                                         | Sněmovna Barbadosu má 30 křesel                                                                      | Carribean Elections Today                                                  |
| 22. února        | Džibutsko         | parlamentní              | UMP 61,5 % (43); USN 35,6 % (21); CDU 3,0 % (1)                                                         | Národní shromáždění má 65 křesel                                                                     | Adam Carr's Election Archive                                               |
| 24. února        | Kypr              | prezidentské             | Nikos Anastasiadis 57,5 %; Stavros Malas 42,5 %                                                         | 2. kolo                                                                                              | Ministry of the Interior Archivováno 31. 7. 2013 na Wayback Machine.       |
| 24. – 25. února  | Itálie            | sněmovní                 | Itálie. Společně dobrá 29,5 % (340); Středo-pravá koalice 29,2 % (124); Hnutí pěti hvězd 25,6 % (108)   | Poslanecká sněmovna má 630 křesel                                                                    | Ministero dell'Interno Archivováno 26. 2. 2013 na Wayback Machine.         |
| 24. – 25. února  | Itálie            | senátní                  | Itálie. Společně dobrá 31,6 % (113); Středo-pravá koalice 30,7 % (116); Hnutí pěti hvězd 23,8 % (54)    | Senát má 315 křesel                                                                                  | Ministero dell'Interno                                                     |
| Březen           |                   |                          | | |                                                                            |
| Datum            | Země              | Volby                    | Výsledky                                                                                                | Poznámky                                                                                             | Zdroje                                                                     |
| 3. března        | Švýcarsko         | referendum               | výsledky zde                                                                                            | více témat                                                                                           | Schweizerische Bundeskanzlei                                               |
| 4. března        | Keňa              | sněmovní                 | Jubilee (137); CORD (115); Amani (21)                                                                   | Národní shromáždění má 224 křesel                                                                    |                                                                            |
| 4. března        | Keňa              | senátní                  | Jubilee (21); CORD (20); Amani (4)                                                                      | Senát má 67 křesel                                                                                   |                                                                            |
| 4. března        | Keňa              | prezidentské             | Uhuru Kenyatta 50,1 %; Raila Odinga 43,3 %; Musalia Mudavadi 3,9 %                                      | |                                                                            |
| 5. března        | Mikronésie        | parlamentní              | Nestraníci 100,0 % (14)                                                                                 | Kongres má 14 křesel                                                                                 | Kaselehlie Press                                                           |
| 9. března        | Malta             | parlamentní              | Labouristé 54,8 % (39); Nacionalisté 43,3 % (30); Demokratická alternativa 1,8 % (0)                    | Sněmovna reprezentantů má 69 křesel                                                                  | Government of Malta                                                        |
| 10. – 11. března | Falklandy         | referendum               | ano 99,8 %; ne 0,2 %                                                                                    | zachování současného politického statusu                                                             | Falkland Islands Government Archivováno 11. 3. 2013 na Wayback Machine.    |
| 12. března       | Grónsko           | parlamentní              | Siumut 42,8 % (14); Inuit Ataqatigiit 34,4 % (11); Atassut 8,1 % (2)                                    | Parlament Grónska má 31 křesel                                                                       | The Greenlandic Electoral System                                           |
| 12. – 13. března | Vatikán           | konkláve                 | Jorge Mario Bergoglio – František                                                                       | nepřímo 115 kardinály                                                                                | ČT24                                                                       |
| 16. března       | Zimbabwe          | referendum               | ano 94,5 %; ne 5,5 %                                                                                    | schválené nové ústavy                                                                                | BBC News                                                                   |
| Duben            |                   |                          | | |                                                                            |
| Datum            | Země              | Volby                    | Výsledky                                                                                                | Poznámky                                                                                             | Zdroje                                                                     |
| 7. dubna         | Černá Hora        | prezidentské             | Filip Vujanović 51,2 %; Miodrag Lekić 48,8 %                                                            | | Državna izborna komisija Crne Gore                                         |
| 14. dubna        | Chorvatsko        | do Evropského parlamentu | HDZ 32,9 % (6); SDP 32,1 % (5); HL-SR 5,8 % (1)                                                         | 12 křesel                                                                                            | Državno izborno povjerenstvo Republike Hrvatske                            |
| 14. dubna        | Venezuela         | prezidentské             | Nicolás Maduro 50,8 %; Henrique Capriles Radonski 49,0 %; Eusebio Mendez 0,1 %                          | | Consejo nacional electoral Archivováno 3. 3. 2016 na Wayback Machine.      |
| 18. – 20. dubna  | Itálie            | prezidentské             | Giorgio Napolitano 73,3 %; Stefano Rodotà 21,5 %; Sergio De Caprio 0,8 %                                | nepřímé                                                                                              | Parlamento Italiano                                                        |
| 21. dubna        | Paraguay          | prezidentské             | Horacio Cartes 45,8 %; Efraín Alegre 36,9 %; Mario Ferreiro 5,9 %                                       | | TREP                                                                       |
| 21. dubna        | Paraguay          | sněmovní                 | ANR-PC 37,3 % (44); PLRA 13,0 % (27); UNACE 8,8 % (2)                                                   | Poslanecká sněmovna má 80 křesel                                                                     | TREP                                                                       |
| 21. dubna        | Paraguay          | senátní                  | ANR-PC 35,8 % (19); PLRA 24,4 % (12); Fronta Guasú 9,6 % (5)                                            | Senát Paraguaye má 45 křesel                                                                         | TREP                                                                       |
| 22. dubna        | Bangladéš         | prezidentské             | Abdul Hamid                                                                                             | nepřímé                                                                                              |                                                                            |
| 23. dubna        | Bhútán            | do Národní rady          | Nestraníci 100 % (20)                                                                                   | Národní rada má 25 křesel                                                                            | Election Comission of Bhutan                                               |
| 27. dubna        | Island            | parlamentní              | Strana nezávislosti 26,7 % (19); Pokroková strana 24,4 % (19); Sociálně demokratická aliance 12,9 % (9) | Althing má 63 křesel                                                                                 | Kosningar                                                                  |
| Květen           |                   |                          | | |                                                                            |
| Datum            | Země              | Volby                    | Výsledky                                                                                                | Poznámky                                                                                             | Zdroje                                                                     |
| 5. května        | Malajsie          | parlamentní              | Barisan Nasional 47,4 % (133); Pakatan Rakyat 50,9 % (89); ostatní 1,75 % (0)                           | Dewan Rakyat má 222 křesel                                                                           | SPR Archivováno 9. 5. 2018 na Wayback Machine.                             |
| 11. května       | Pákistán          | parlamentní              | PML-N 33,0 % (125); PTI 16,9 % (28); PPP 15,2 % (31)                                                    | Národní shromáždění má 342 křesel                                                                    | ECP Archivováno 13. 5. 2013 na Wayback Machine.                            |
| 12. května       | Bulharsko         | parlamentní              | GERB 30,5 % (97); BSP 26,6 % (84); DPS 11,3 % (36)                                                      | Národní shromáždění má 240 křesel                                                                    | Ústřední volební komise                                                    |
| 13. května       | Filipíny          | sněmovní                 | Liberálové 38,3 % (110); NPC 17,4 % (43); NUP 8,7 % (24)                                                | Sněmovna reprezentantů Filipín má 292 křesel                                                         |                                                                            |
| 13. května       | Filipíny          | senátní                  | UNA 27,0 % (3); NP 15,3 % (3); Liberálové 11,3 % (1)                                                    | 12 z 24 křesel Senátu Filipín                                                                        |                                                                            |
| 26. května       | Rovníková Guinea  | senátní                  | PDGE (54); CPDS (1); jmenovaní členové (15)                                                             | Senát má 70 křesel                                                                                   | Government of Equatorial Guinea Archivováno 3. 3. 2016 na Wayback Machine. |
| 26. května       | Rovníková Guinea  | sněmovní                 | PDGE (99); CPDS (1)                                                                                     | Sněmovna reprezentantů lidu má 100 křesel                                                            | Government of Equatorial Guinea Archivováno 3. 3. 2016 na Wayback Machine. |
| 31. května       | Bhútán            | do Národního shromáždění | BPPP 44,5 %; PDP 32,5 %; DNT 17,0 %                                                                     | 1. kolo, Národní shromáždění má 47 křesel                                                            | Election Commission of Bhutan                                              |
| Červen           |                   |                          | | |                                                                            |
| Datum            | Země              | Volby                    | Výsledky                                                                                                | Poznámky                                                                                             | Zdroje                                                                     |
| 8. června        | Nauru             | parlamentní              | Nestraníci 100,0 % (19)                                                                                 | Parlament Nauru má 19 křesel                                                                         | %80 %93-6pm.aspx Government of Nauru                                       |
| 14. června       | Írán              | prezidentské             | Hasan Rúhání 50,7 %; Mohammad Bagher Ghalibaf 16,6 %; Saíd Džalílí 11,4 %                               | | Ministerstvo vnita Íránu                                                   |
| 23. června       | Albánie           | parlamentní              | PS 41,4 % (66); PD 30,5 % (49); LSI 10,4 % (16)                                                         | Parlament Albánie má 140 křesel                                                                      | CEC Archivováno 13. 8. 2006 na Wayback Machine.                            |
| 26. června       | Mongolsko         | prezidentské             | Cachjagín Elbegdordž 50,2 %; Badmáňambúgín Bat-Erdene 42,0 %; Natsagiin Udval 6,5 %                     | | Shuud.mn                                                                   |
| Červenec         |                   |                          | | |                                                                            |
| Datum            | Země              | Volby                    | Výsledky                                                                                                | Poznámky                                                                                             | Zdroje                                                                     |
| 13. července     | Bhútán            | do Národního shromáždění | PDP 54,9 % (32); BPPP 45,1 % (15)                                                                       | 2. kolo, Národní shromáždění má 47 křesel                                                            | Election Commission of Bhutan                                              |
| 21. července     | Japonsko          | do Sněmovny rádců        | LDP (115); DPJ (59); NKP (20)                                                                           | 121 z 242 křesel Sněmovny rádců                                                                      | Soumu.go.jp                                                                |
| 25. července     | Togo              | parlamentní              | Svaz pro republiku (62); Collectif Sauvons le Togo (19); Duhová aliance (6)                             | Národní shromáždění Toga má 91 křesel                                                                | CENI                                                                       |
| 27. července     | Kuvajt            | parlamentní              | | Národní shromáždění má 50 křesel                                                                     |                                                                            |
| 28. července     | Kambodža          | parlamentní              | CPP 48,8 % (68); CNRP 44,5 % (55); FUNCINPEC 3,7 % (0)                                                  | Národní shromáždění má 123 křesel                                                                    | Národní volební komise                                                     |
| 28. července     | Mali              | prezidentské             | Ibrahim Boubacar Keïta 39,2 %; Soumaïla Cissé 19,4 %; Dramane Dembélé 9,6 %                             | 1. kolo                                                                                              | Vláda Mali                                                                 |
| 28. července     | Severní Kypr      | parlamentní              | CTP 38,4 % (21); UBP 27,3 % (14); DP 23,2 % (12)                                                        | Shromáždění republiky má 50 křesel                                                                   | IFES                                                                       |
| 30. července     | Pákistán          | prezidentské             | Mamnún Husajn (432); Vadžihudin Ahmed (77)                                                              | nepřímé                                                                                              | The News                                                                   |
| 31. července     | Zimbabwe          | prezidentské             | Robert Mugabe 61,1 %; Morgan Tsvangirai 33,9 %; Welshman Ncube 2,7 %                                    | | ZEC Archivováno 19. 9. 2013 na Wayback Machine.                            |
| 31. července     | Zimbabwe          | sněmovní                 | ZANU-PF (160); MDC-T (49); Khumbula Ekhaya (0)                                                          | Poslanecká sněmovna má 210 křesel                                                                    | ZEC Archivováno 19. 9. 2013 na Wayback Machine.                            |
| 31. července     | Zimbabwe          | senátní                  | ZANU-PF (37); MDC-T (21); MDC-N (2)                                                                     | Senát Zimbabwe má 80 křesel                                                                          | ZEC Archivováno 19. 9. 2013 na Wayback Machine.                            |
| Srpen            |                   |                          | | |                                                                            |
| Datum            | Země              | Volby                    | Výsledky                                                                                                | Poznámky                                                                                             | Zdroje                                                                     |
| 11. srpna        | Mali              | prezidentské             | Ibrahim Boubacar Keïta 77,6 %; Soumaïla Cissé 22,4 %                                                    | 2. kolo                                                                                              | Vláda Mali                                                                 |
| Září             |                   |                          | | |                                                                            |
| Datum            | Země              | Volby                    | Výsledky                                                                                                | Poznámky                                                                                             | Zdroje                                                                     |
| 7. září          | Austrálie         | sněmovní                 | ALP 33,4 % (55); LPA 32,0 % (58); LNP 9,0 % (22)                                                        | Astralská sněmovna reprezentantů má 150 křesel                                                       | AEC                                                                        |
| 7. září          | Austrálie         | senátní                  | Koalice 37,8 % (33); ALP 30,1 % (26); Zelení 8,5 % (9)                                                  | Australský senát má 76 křesel                                                                        | AEC                                                                        |
| 7. září          | Maledivy          | prezidentské             | Mohamed Nasheed 45,5 %; Abdulla Yameen 25,4 %; Qasim Ibrahim 24,1 %                                     | 1. kolo; anulováno                                                                                   | Government of the Maldives Archivováno 27. 9. 2013 na Wayback Machine.     |
| 9. září          | Norsko            | parlamentní              | Ap 30,8 % (55); H 26,8 % (48); FrP 16,3 % (29)                                                          | Norský parlament má 169 křesel                                                                       | Statistics Norway                                                          |
| 15. září         | Macao             | parlamentní              | ACUM 18,0 % (3); UGM 11,1 % (2); UPP 10,8 % (2)                                                         | Zákonodárné shromáždění Macaa má 33 křesel                                                           | EAL                                                                        |
| 16. – 18. září   | Rwanda            | parlamentní              | FPR 76,2 % (41); PSD 13,0 % (7); Liberálové 9,3 % (5)                                                   | Poslanecká sněmovna má 80 křesel                                                                     | IPU All Africa                                                             |
| 20. září         | Svazijsko         | parlamentní              | | |                                                                            |
| 22. září         | Německo           | spolkové                 | CDU/CSU 41,6 % (311); SPD 25,7 % (192); Die Linke 8,6 % (64)                                            | Německý spolkový sněm má 630 křesel                                                                  | Bundeswahlleiter                                                           |
| 22. září         | Švýcarsko         | referendum               | ne, ano, ano                                                                                            | zrušení povinné vojenské služby, změna zdravotního zákona, rozšíření otevírací doby benzínových pump | ,                                                                          |
| 28. září         | Guinea            | parlamentní              | RPG 46,3 % (53); UFDG 30,5 % (37); UFR 7,0 % (10)                                                       | Národní shromáždění Guineje má 114 křesel                                                            | CENI                                                                       |
| 29. září         | Rakousko          | spolkové                 | SPÖ 27,1 % (53); ÖVP 23,8 % (46); FPÖ 21,4 % (42); Zelení 11,5 % (22); TS 5,8 % (11); NEOS 4,8 % (9)    | Národní rada má 183 křesel                                                                           | Archivováno 7. 4. 2019 na Wayback Machine.                                 |
| 30. září         | Kamerun           | parlamentní              | RDPC (148); SDF (18); UNDP (5)                                                                          | Národní shromáždění má 180 křesel                                                                    | ThinkAfrica Press                                                          |
| Říjen            |                   |                          | | |                                                                            |
| Datum            | Země              | Volby                    | Výsledky                                                                                                | Poznámky                                                                                             | Zdroje                                                                     |
| 4. října         | Irsko             | referendum               | ne; ano                                                                                                 | zrušení Senátu Irska; zřízení odvolacího soudu                                                       | Referendum.ie                                                              |
| 7. října         | Etiopie           | prezidentské             | Mulatu Teshome                                                                                          | nepřímé                                                                                              | Ertagov.com                                                                |
| 9. října         | Ázerbájdžán       | prezidentské             | Ilham Alijev 84,5 %; Jamil Hasanli 5,5 %; Igbal Aghazade 2,4 %                                          | | CEC                                                                        |
| 20. října        | Lucembursko       | parlamentní              | CSV 33,7 % (23); LSAP 20,3 % (13); DP 18,3 % (13)                                                       | Poslanecká sněmovna má 80 křesel                                                                     | IFES                                                                       |
| 20. října        | San Marino        | referendum               | ne; ne                                                                                                  | přistoupení k Evropské unii, navýšení platů                                                          |                                                                            |
| 25. října        | Madagaskar        | prezidentské             | Jean-Louis Robinson 21,1 %; Hery Rajaonarimampianina 15,9 %; Hajo Herivelona Andrianainarivelo 10,5 %   | 1. kolo                                                                                              | CENIT                                                                      |
| 25. – 26. října  | Česko             | parlamentní              | ČSSD 20,5 % (50); ANO 2011 18,7 % (47); KSČM 14,9 % (33)                                                | Poslanecká sněmovna má 200 křesel                                                                    | Volby.cz Archivováno 4. 9. 2014 na Wayback Machine.                        |
| 27. října        | Argentina         | senátní                  | FPV 32,1 % (11); PRO 14,2 % (2); FPCyS 10,0 % (1)                                                       | 24 ze 72 křesel Argentinského Senátu                                                                 | Argentinská vláda                                                          |
| 27. října        | Argentina         | sněmovní                 | FPV+další 33,2 % (132); UCR+PS+další 21,4 % (54); FR 17,0 % (19)                                        | 127 z 257 křesel Argentinské Poslanecké sněmovně                                                     | Argentinská vláda                                                          |
| 27. října        | Gruzie            | prezidentské             | Giorgi Margvelašvili 62,1 %; Davit Bakradze 21,7 %; Nino Burdžanadze 10,2 %                             | | CEC                                                                        |
| Listopad         |                   |                          | | |                                                                            |
| Datum            | Země              | Volby                    | Výsledky                                                                                                | Poznámky                                                                                             | Zdroje                                                                     |
| 6. listopadu     | Tádžikistán       | prezidentské             | Emómalí-ji Rahmón 83,9 %; Ismail Talbakov 5,0 %; Talibek Buhariyev 4,6 %                                | | IFES                                                                       |
| 7. listopadu     | Falklandy         | parlamentní              | nestraníci 100,0 % (5+3)                                                                                | obvod Stanley 5 křesel a obvod Camp 3 křesla                                                         | Dear Deborah                                                               |
| 9. listopadu     | Maledivy          | prezidentské             | Mohamed Nasheed 46,9 %; Abdulla Yameen 29,7 %; Qasim Ibrahim 23,4 %                                     | 1. kolo                                                                                              | Maledivská vláda                                                           |
| 16. listopadu    | Maledivy          | prezidentské             | Abdulla Yameen 51,4 %; Mohamed Nasheed 48,6 %                                                           | 2. kolo                                                                                              | Maledivská vláda                                                           |
| 17. listopadu    | Chile             | prezidentské             | Michelle Bachelet 46,7 %; Evelyn Matthei 25,0 %; Marco Enríquez-Ominami 11,0 %                          | 1. kolo                                                                                              | Servel                                                                     |
| 17. listopadu    | Chile             | senátní                  | Nová většina 50,6 % (12); Aliance 38,0 % (7); Nová ústava pro Chile 3,9 % (0)                           | 20 z 38 křesel Senátu Chile                                                                          | Servel                                                                     |
| 17. listopadu    | Chile             | parlamentní              | Nová většina 47,7 % (67); Aliance 36,2 % (49); Pokud budeš chtít, Chile se změní 5,4 % (1)              | Poslanecká sněmovna Chile má 120 křesel                                                              | Sevel                                                                      |
| 19. listopadu    | Nepál             | parlamentní              | Nepálský kongres 29,8 % (196); CPN-UML 27,6 % (175); CPN-M 17,8 % (80)                                  | Nepálské ústavodárné shromáždění má 601 křesel                                                       | Election Comission, Nepal                                                  |
| 23. listopadu    | Mauritánie        | parlamentní              | UPR (44); Tewassoul (6); APP (3)                                                                        | 1. kolo                                                                                              | CENI                                                                       |
| 24. listopadu    | Honduras          | prezidentské             | Juan Orlando Hernández 36,9 %; Xiomara Castro 28,8 %; Mauricio Villeda 20,3 %                           | | TSE                                                                        |
| 24. listopadu    | Honduras          | parlamentní              | PNH 33,6 % (48); LIBRE 27,5 % (37); PLH 17,0 % (27)                                                     | Národní kongres Hondurasu má 128 křesel                                                              | TSE                                                                        |
| 24. listopadu    | Mali              | parlamentní              | RPM (8); URD (6); ADEMA-PASJ (2)                                                                        | 1. kolo, 16 ze 160 křesel Národního shromáždění                                                      | Reuters Archivováno 15. 12. 2013 na Wayback Machine.                       |
| 24. listopadu    | Švýcarsko         | referendum               | ne; ne                                                                                                  | maximální rozdíl platů 1:12; daňové úlevy pro nepracující rodiče, zvýšení silniční daně              | Schweizerische Bundeskanzlei                                               |
| Prosinec         |                   |                          | | |                                                                            |
| Datum            | Země              | Volby                    | Výsledky                                                                                                | Poznámky                                                                                             | Zdroje                                                                     |
| 1. prosince      | Chorvatsko        | referendum               | ano 65,9 %; ne 33,5 %                                                                                   | ústavní definice manželství                                                                          | Državno izborno povjerenstvo Republike Hrvatske                            |
| 13. prosince     | Nový Zéland       | referendum               | ne 67,4 %; ano 32,6 %                                                                                   | prodej aktiv                                                                                         | Electoral Commission                                                       |
| 15. prosince     | Chile             | prezidentské             | Michelle Bachelet 62,2 %; Evelyn Matthei 37,8 %                                                         | 2. kolo                                                                                              | Servel                                                                     |
| 15. prosince     | Mali              | parlamentní              | RPM (53); ADEMA-PASJ (18); URD (12)                                                                     | 2. kolo                                                                                              | Reuters Archivováno 24. 9. 2015 na Wayback Machine.                        |
| 15. prosince     | Turkmenistán      | parlamentní              | DPT (47); OTUT (33); PIE (14)                                                                           | Shromáždění Turkmenistánu má 125 křesel                                                              | Vláda Turkmenistánu Archivováno 6. 6. 2020 na Wayback Machine.             |
| 20. prosince     | Madagaskar        | prezidentské             | | 2. kolo                                                                                              |                                                                            |
| 20. prosince     | Madagaskar        | parlamentní              | | |                                                                            |
| 21. prosince     | Mauritánie        | parlamentní              | UPR (22); Tewassoul (4); APP (0)                                                                        | 2. kolo                                                                                              | CENI                                                                       |